# Gruzja na Mistrzostwach Świata w Lekkoatletyce 2019
Gruzja na Mistrzostwach Świata w Lekkoatletyce 2019 – reprezentacja Gruzji podczas mistrzostw świata w Doha liczyła 1 zawodnika.

## Skład reprezentacji

### Kobiety
| Zawodniczka       | Konkurencja    | Eliminacje | Eliminacje | Finał | Finał   | Źródło |
| Zawodniczka       | Konkurencja    | Wynik      | Pozycja    | Wynik | Pozycja | Źródło |
| ----------------- | -------------- | ---------- | ---------- | ----- | ------- | ------ |
| Waleria Żandarowa | bieg na 5000 m | 15:52,11   | 23.        | NQ    | NQ      | [ 1 ]  |